# Az őrült utazó
Az őrült utazó (eredeti francia címeː Une folle journée à ...; angol nyelvű nemzetközi címeː A Crazy Day In ...) tizenhat részes francia útifilm sorozat.
A könnyed, vidám hangvételű filmsorozat egyes részeiben Jérôme Gluzicki francia komikus 12 órát tölt a Föld egy-egy városában olyan napokon, ami a város életében valamilyen különleges nap. Amszterdamban például a Királynő Napját ünneplik, New Yorkban Halloweenkor a helyiek éppen a Sandy hurrikán érkezésére várnak.
Idegenvezetőként egy-egy franciául kiválóan beszélő helybéli kalauzolja. Így a városnézés rendszerint a helyi idegenforgalmi irodában kezdődik.

## Epizódok
1. évad (2012)
- 1. Amszterdam (6. Amsterdam)

Idegenvezető: Maxime Spitz
Április 30-a a Királynő Napja Hollandiában. Ezen a napon Amszterdam is narancsszínbe öltözik, ami az 1582 óta uralkodó Orániai ház színe. A gyerekek egy része kirakodó vásárral ünnepel. Szóba kerül a Tulipománia rövid időszaka, ami spekulációs árrobbanást majd összeomlást okozott a tulipán piacon. A Jordan negyed, Bolhapiac, sajt és sör, ünnepség. Zenés csónakos-hajós felvonulás a nagy csatornán. A kikötő.
- 2. Csiangmaj (Chiang Mai)

Idegenvezető: Tam
Ebben az epizódban monsieur Gluzicki idegenvezetője Tam, aki francia tanár a Csiangmaji Egyetemen. Thaiföldre a Szongkran, a tradicionális buddhista újév idején (2012. Thaiföldön 2555.), a víz ünnepén érkezik. Ladyboyok. A nagy vízcsata. Templomok, szerzetesek, ételek. Padakor – röviden dakor – egy lábtenisz szerű csapatjáték szabályos röplabdapályán.
Elefántos kirándulás a Levágott Fejek Templománál. Egy thai box meccsen monsieur Gluzicki is kipróbálja magát.
- 3. Delhi (Delhi)

Idegenvezető: Anand Bhaskar Morla
A Holi a szeretett ünnepe. Holika egy démon volt, akitől Krisna (helyesen: Naraszimha) szabadította meg az emberiséget. Az ünneplők színes festékkel kenik be egymás arcát. Ananddal a Vörös Erődnél találkoznak. Indiai ízek. Gandi sírja. Sah Darjan állítólag elátkozott sírja. Sáh Dzsahán mecsete. A Chandni Chowk utca, Új-Delhi. A bindi, a homlokon viselt pötty. A Lótusz Templom, a Bahái vallás temploma.
- 4. Martinique szigete? (Martinique)

Idegenvezető: Franck Zozor
Monsieur Gluzicki a Tour de Jole, a Martinique-i Vitorlásverseny döntőjének napján érkezik Martinique szigetére, Fort-de-Franceba. Szerencsére Martinique-on mindenki franciául beszél, hiszen a sziget Franciaország egyik tengerentúli megyéje. Idegenvezetője a helybéli Franck, az egyik vitorláscsapat fanatikus szurkolója.
- 5. Montreal (Montréal, Montreal)

Idegenvezetőː Martin Robitaille
Július 1-e tizenöt-húsz év óta Québecben, így Montréalban is a költözés napja. (A tömeges hurcolkodás valójában egészen 5-ig tart.) Ezen a napon 300 ezren költöznek, ami kész katasztrófa. Segítenek Martin unokahúgának, Anne-Frédériquenek a költözésében. Az Atrium Le 1000 jégcsarnoknál megkeresik Martin iker kisfiai tégláját. A montreáli Notre Dame Székesegyház. Helyi ételkülönlegességek. Egy emlékezetes vadvízi túra a Szent Lőrinc-folyón. Veterán autók. Tűzijáték.
- 6. New York (New York) (2012. 7.)

Idegenvezető: Michel Costes
Az érdekes hangulatú, szokatlan sőt kísérteties epizódban Monsieur Gluzicki Halloweenkor járt a Sandy hurrikán érkezésére váró New York-ban. Az utcák egyre inkább elnéptelenednek. A katasztrófavédelem és a rendőrség mindent lezár. Leáll a tömegközlekedés is. Estefelé pedig Manhattan utolsó hídját is lezárják. A városrész ezzel teljesen elszigetelődik. Közben egyre több kerületben szűnik meg az áramszolgáltatás. Michellel sötétbe borult negyedeken vágnak át hogy segítsenek a kínai negyedben sötét lakásában várakozó barátjának, Marynek. Végül ellátogatnak egy igazi halloweeni buliba, aminek azonban szintén áramkimaradás vet véget. Végül a megszokott módon fényárban úszó belvárosban vesznek búcsút egymástól egy felhőkarcoló 48. emeleti erkélyén.
- 7. München (Munich) (2012. 6.)

Idegenvezetőː Rita Hegmann
Monsieur Gluzicki Münchenbe a híres Sörfesztivál, az Oktoberfest idején érkezik. Ritával a Marienplatzon találkoznak.  Meglátogatják a város nevezetességeit, sörkerteket, sörcsarnokokat, és a Sörfesztivál vursli játékait, körhintát, hullámvasútját, elvarázsolt kastélyt és egyéb népszerű játékát is kipróbálják. Monsieur Gluzicki célbadobással még egy plüssbáránykát is nyer Ritának. Kiruccannak a városon kívüli, andechs-i bencés kolostorba és a helyben főzött híres sört is megkóstolják.
- 8. Gotland (Gotland)

Idegenvezető: (Berith) Tam Tim
A svédországi Gotland sziget. A Visby Középkor Hét első napján érkezik. Berith unszolására birkafogás Magnusnál. Séta az erőben és találkozás a szerzetessel. Gotland szellemei. Shelva legendája és sírja. Faro, a kis elhagyott halászfalu. Lovagi torna a Visby várban, amin monsieur Gluzicki is kipróbálja magát. Szokásos módon nem a legnagyobb sikerrel.
2. évad (2013) (Une folle journée en ...)
- 1. Belgium (Belgique, Belgium)

Idegenvezető: Marcel Sel Pour Acapella
Körutazás Belgium francia, holland és német nyelvű tartományain. Marcellel Brüsszelben a Nagy téren találkoznak. A Manneken Pis és Don Quijote (és Sancho Panza) szobor. Az Atomium egy vas atom képe. Marcel felskicceli Belgium nyelvi megosztottságát bemutató térképvázlatát, aminek Monsieur Gluzicki szeretne utána járni. Oostende. Velvet???, a város ahol nem szabad franciául beszélni, Brugge. Belgiumban a harmadik hivatalos nyelv a német. Vallónia németek lakta tartománya. Az igazi belgák. Marcel elsüt néhány igazi belga viccet, amit Jérôme nem tud kellően értékelni. Vizigolf Liège egyáltalán nem szokványos pályáján. „Tó egy órán belül”. Szó szerinti vízi buszozással fejeződik be a belgiumi körút.
- 2. Berlin (Berlin)

Idegenvezető: Alexander Lauschke
Alexander Trabantjával járják be az egykori Kelet-Berlint hogy kiderítsék, mi maradt meg a volt Kelet-Németországból. Az elhagyott Tempelhof repülőtér. The Story of Berlin kiállítás. Hidegháborús bunkerek. A Stázi és egykori keletnémetek. Az NDK Múzeum. Egy Osztalgia étterem, az Osseria. Az osztalgiáról általában. A kihagyhatatlan Checkpoint Charlie. Elhagyott, lepusztult berlini vidámpark. A tévé torony, Kelet-Berlin szimbóluma és az Alexanderplatz. Az Ostpaket, az egykori NDK-s termékeket árusító bolt. Beszélgetés egy kávé mellett a régi szocialista rendszer néhány nyugdíjas korú hívével. A fal parkjánál az újraegyesítés ünnepén ahol Kennedy elnök híres „Ich bin ein Berliner”-es beszédét mondta Monsieur Gluzicki is mond pár szavas beszédet az ünneplőkhöz.
- 3. Skócia (Ecosse, Scotland)

Idegenvezető: Brian Murdoc
Monsieur Gluzicki két napot tölt Skóciában. A körutazást Brian lakóbuszával teszik. Első állomásuk Glencoe. Majd ellátogatnak a Dan Brown regényéből ismerős Rosslyn-kápolnába és a Szent Grál rejtekhelyére. National Museum of Scotland, ahol az egyik látványosság Dolly, az első klónozott birka. Megkóstolja a skótok nemzeti ételét, a haggist. Edinburgh földalatti városa, a Mary Kings Close. Joanne Kathleen Rowling kedvenc kávézója, The Elephant House, ahol a Harry Potter első kötetét írta. William Wallace és az elátkozott, szellemjárta Glemis kastély. Patrick, a III. gróf. Majd a Ness tó (Lock Ness) és Nessy. Végül Highland Games-en Monsieur Gluzicki is kipróbálja magát kalapácsvetésben és birkózásban.
- 4. Spanyolország (Espagne, Spain)

Idegenvezető: Eduardo Marin Raboso
Eduardoval Madridban a Cervantes emlékműnél találkoznak és mint modern Don Quijote és Sancho Panza motoron indulnak Madridból a nagy író és leghíresebb hősei nyomába. Alcara de Henares, Cervantes szülőháza. Esquiviasban kezdett a regénybe ahol Alonso Quijano, felesége bácsikája házában laktak. Teljes nemesi neve hidalgo Alonso Quijada Salazar volt, és Don Quijotehoz hasonlóan rengeteg lovagregényt olvasott. La Mancha régió, és ahol a regény megírásakor élt. Toboso, Dulcinea városa és a híres-neves fogadó. Innen lovon folytatják Don Quijote útját. Don Quijote barlangja. Végül részt vesznek a bunoli paradicsomcsatában és Barcelonában fejezik be a körutat.
- 5. Lisszabon (Lisbonne, Lisbao)  (2013. 5.)

Idegenvezető: Carlos Pires
Amelyben kiderítik, hogy tényleg portugál volt-e Kolumbusz?
Carlosszal Tengerész Henrik emlékművénél találkoznak. A Tengerészeti Múzeum. A Portugáliában elterjedt nézet szerint Magellánon és Vasco da Gaman kívül Kolumbusz Kristóf is portugál volt. Városnézés. A helyiek szerint Lisszabon neve Odüsszeusz azaz Ulysses, az alapító nevéből származik. Találkoznak Isabel Carrasco-val a Szent György Erődben. Monsieur Gluzicki Kolumbusznak, Carlos Vasco da Gamanak öltözik be és így folytatják a kutatást. Gasztronómia: tenger gyümölcsei és kézműves halkonzervek. Végül a megfejtés José Rodrigues dos Santos a portugál tévé kommentáttoránál derül ki. Az ő Codex 632 - The Secret of Christopher Columbus című regénye szerint volt portugál Kolumbusz Kristóf. Eredetileg Fernando Zarco volt a neve és egy Cuba nevű kis portugál faluban született.
- 6. Katmandu (Katmandou?, Kathmandu, Nepal) (2013. 6.)

Idegenvezető: Hemant Upadhyay Pour Jufsa
Nepálba a Fény Ünnepén látogat Monsieur Gluzicki. Hemanttal a jeti nyomát keresve ellátogatnak Baktapurba, Katmandutól 20 kilométerre. A jetit a helyiek több mint 100, de inkább 200 éve ismerik. A Kumbu? kolostorban őrzött maradványok. Nepálban egy állat elütéséért sok év börtönt de akár életfogytiglanit is lehet kapni. Egy szerzetes tanácsára a hegyekbe mennek a serpáktól érdeklődni. A faluban tibeti menekültek élnek. Egy öreg serpa mutat egy állat álkapocs csontját, amit állítólag a jeti evett meg. Ellátogatnak egy börtönbe, majd stílusosan a Yeti Airlinesal utaznak tovább. Látogatás egy barlangban. Egy tibeti asszonyt története egy találkozásról.
- 7. Párizs (Paris)

Idegenvezető: Yao-Amyot és Jo-Mei
Ebben a rendhagyó epizódban monsieur Gluzicki egy kínai túristacsoporthoz csapódik hogy kiderítse, milyen Párizs kínai szemmel. Mindezt a kína holdújév ünnepén. A csoportnak 10 fiatal pár és egy három tagú család a tagja, valamint Mathieu Christian a buszvezető és Zso Mei fia. Zso Mei-el (Jo-Mei) a ? téren találkoznak. A találkozóig a Café Crèmeben egy rövid kínai nyelvtanfolyam. Az Orsay múzeum, az Etoile a Diadalívvel, a Sacré Coere, Place Abbey???
Verseille. Gyors negyed órás bevásárlás egy előkelő áruházban és rövid látogatás a csoport szállodájában a Hotel Ambassadorban. A XIII kerület, a kínai negyed. A csoport egy kantoni étteremben, Jérôme Zso Meijel és fiával a Royal Dragon nevű kínai gyorsbüfében ebédel. A Louvre. Esti hajókirándulás a Szajnán, végül az Eiffel-torony éttermében búcsúznak a csoporttól.
- 8. Románia (Roumanie, Romania) (2013. 8.)

Idegenvezető: Flavius Suteu
Monsieur Gluzicki és  Flavius Bukarestből indulva Drakula nyomába erednek Romániában. Kolozsvár. Vlad Tepes segesvári szülőházát keresik fel először, de előbb egy idős falusi ember emlékére tartott mise kapcsán meggyőződhetnek róla, hogy a népi vallásosság milyen élő még ma is Romániaszerte. Drakula szálló a Borgói hágónál.
Törcsvári kastély (Bran vára). Lugosi Béla. A sztrigoj hit. Mátyás király és Drakula kapcsolata. Kalandos és veszélyes út a Poienari erődbe, Drakula igazi várához. Farkasok és medvék. Jéghotel a Piea tó mellett. Vámbéry Ármin állítólagos szerepe Bram Stoker regényének megszületésében. Snagov, Drakula állítólagos sírja.